# 86 (nombre)
« Quatre-vingt-six » et « Huitante-six » redirigent ici. Pour l'année, voir 86.
Le nombre 86 (quatre-vingt-six, huitante-six ou octante-six) est l'entier naturel qui suit 85 et qui précède 87.

## En mathématiques
Le nombre 86 est :
- Un nombre composé deux fois brésilien car 86 = 2226 = 2242,
- Un nombre nontotient,
- Un nombre noncototient,
- Un auto nombre.

## Dans d'autres domaines
Le nombre 86 est aussi :
- Le numéro atomique du radon, un gaz rare.
- le numéro de la sourate At-Tariq dans le Coran.
- Le numéro de modèle du : F-86 Sabre, Iliouchine Il-86.
- Le numéro de modèle du CPM-86.
- Une partie du numéro de modèle des microprocesseurs X86.
- En anglais, utilisé comme un verbe, to « eighty-six » veut dire « ignorer » ou « se débarrasser ». Ceci pourrait être l'origine du mot d'argot rythmique Cockney pour le mot « nix ».
- Le numéro de l'Interstate 86, une autoroute de l'Idaho.
- L'indicatif téléphonique international pour appeler la Chine.
- Un des cinq identifiants ISBN pour les livres publiés en Serbie et au Monténégro.
- Le numéro du département français de la Vienne.
- Années historiques : -86, 86 ou 1986.
- Ligne 86 .
- Le titre d'une chanson du groupe punk rock américain Green Day sur leur album Insomniac.
- Un modèle de voiture mythique, la Toyota ae86 tous les passionnés de voitures japonaises la connaissent c'est aussi la voiture que conduit takumi dans initial D.
- Agent 86 est un groupe de punk hardcore américain.
- 86: Eighty-Six est le nom d'un light novel.